# 加藤夏希・金子貴俊 BS4サテライトNAVI
加藤夏希・金子貴俊 BS4サテライトNAVI（かとうなつき・かねこたかとし・ビーエスフォーサテライトナビ）は、BS日テレにて2009年4月11日から9月26日まで放送されていた情報バラエティ番組である。

## 放送時間
- 土曜日17：00～17：30（本放送）
- 日曜日12：30～13：00（再放送）※休止の場合あり。

※一週間おきに新作放送。

## 概要
『Tokyo Stylish Party』『加藤夏希のトレンドアイズ』から続く加藤夏希司会の情報バラエティ番組シリーズの第3弾。EPGでは“加藤夏希のBS4サテライトNAVI”と表記されていたが、金子貴俊が加わったことにより上記の公式な番組タイトルとなった。

### トレンドアイズとの相違点
- 放送時間が6分拡大。本放送がプライムタイム（23時台）から夕方（17時台）へ移動。
- 加藤のパートナーが大谷TWINSから金子貴俊に交代。
- 「トレンドアイズ」には16人いたリポーター陣が6人（番組終了時点）に減少。そのうち西田美歩と松原渓が続投となった。
- ゲストを迎えてのスタジオトークコーナーが廃止（但しリポート内でゲストを迎えてトークすることはあった）。

## 出演者
メイン
- MC：加藤夏希、金子貴俊
- ナレーター：根岸朗

リポーター
- 秦みずほ
- 西田美歩
- 松原渓
- 福島和可菜
- 川村あんな
- 福田麻衣

## コーナー
- MOVE NAVI
オープニングコーナー。加藤と金子が今おすすめの新（珍?）商品を紹介。
- トレンドNAVI
最新トレンドや気になる情報をリポーター2名が体験取材する。
- エクスプレスNAVI
BS日テレの番組情報の他、企業の商品のインフォマーシャルも。

## エピソード
※年度はいずれも2009年。
- 7月4日放送では福田麻衣と秦みずほが最新水着をリポートし、スタジオでは水着ファッションショーが行われたが、登場した女性モデル3人の名前は紹介されなかった。
- 7月18日と8月1日では「韓国ドラマ特集」と題して韓国ロケを実行。加藤がドラマの舞台となった場所を見学する一方、西田美歩はソウルの国立中央博物館で絵画を観賞したり、大きなソフトクリームやおでんを試食していた。
- 8月15日は直前に放送されていたプロ野球中継が延長された影響で放送できなかったため、翌日の8月16日の12：30～13：00枠で振替放映された。この回では福島と松原がバイク・ツーリングを体験している。
- 金子貴俊は舞台出演のため、8月29日から最終回となった9月26日放送分までは楽屋からのコメント出演となった。最終回の旨を知らされた金子は思わず動揺したまま番組を笑顔で締めた。なお、本番組の放送終了後の後番組が磯山さやか司会の『流行発信☆磯山ランド』となったため、『Tokyo Stylish Party』以来放送枠を変えながら3年間続いた加藤夏希司会の情報番組シリーズはここに撤廃された。

## スタッフ
- 構成：町田貴志
- カメラ：河部謙一
- 音声：吉川淳
- 音楽効果：高島慎太郎
- ヘアーメイク：長谷川二巳男
- デスク：鈴木麻里（ ～2009年6月）、石川智子（2009年7月～ ）
- 広報：加藤由貴子（ ～2009年6月）、渡辺裕子（2009年7月～ ）
- ディレクター：平井孝昌
- プロデューサー：池上昌志
- 制作協力：SEN-TE
- 製作著作：BS日テレ

| BS日テレ 土曜日17：00～17：30枠      | BS日テレ 土曜日17：00～17：30枠      | BS日テレ 土曜日17：00～17：30枠     |
| 前番組                               | 番組名                               | 次番組                              |
| ------------------------------------ | ------------------------------------ | ----------------------------------- |
| 12月の熱帯魚（韓国ドラマ） ※～17：55 | 加藤夏希・金子貴俊 BS4サテライトNAVI | 磯山さやかの「流行発信☆磯山ランド」 |